# Nandraž
Nandraž (in ungherese Nandrás) è un comune della Slovacchia facente parte del distretto di Revúca, nella regione di Banská Bystrica.